# هودیان (دلگان)
هودیان، مرکز دهستان و روستایی از توابع دهستان هودیان بخش مرکزی شهرستان دلگان در استان سیستان و بلوچستان ایران است.

## جمعیت شناسی
این روستاها محمدآباد، هیدان، هورکی، مرکز، سوئرگ، افضل‌آباد، کرتکی، کلوشاه، راسته ای، کلنگان، دهدشت، هیر، گووس، دهزیر، پوسکین در دهستان هودیان قرار دارد و براساس سرشماری مرکز آمار ایران در سال ۱۳۹۵، جمعیت آن ۳۸۳۳ نفر (۷۵۰ خانوار) بوده‌است.

### زبان و مذهب
مردمان این منطقه از نظر نژاد آریایی و طایفه بلوچ که به لهجه خاص محلی گویش دارند، دین آنها اسلام و مذهب شیعه است. طریقه ساخت و ساز منازل و پوشش آنها متأثر از فرهنگ است. و شرایط جغرافیایی حاکم بر (منطقه) و بلوچستان بسان سایر مردم بلوچ است. همچنین کار و شغل بیشتر مردم، کشاورزی و باغبانی می‌باشد.

## فاصله
دهستان هودیان در استان سیستان و بلوچستان و ۵۱ کیلومتری شمال شهرستان دلگان و از نظر زمین‌شناسی این منطقه جزء محدودهٔ جنوب شرق ایران می‌باشد.

## جغرافیای طبیعی منطقه
این منطقه اگر چه جزء نواحی گرم و خشک تقسیم‌بندی شده، اما نسبت به سایر مناطق بلوچستان دارای آب و هوای تعدیل یافته‌ای است. در این ناحیه با توجه به وجود سیستم آبراهه‌های فراوان، قنوت، کاریزها و چشمه‌ها از نظر کشاورزی بسیار متعدد بوده و امکان رشد کشاورزی و خصوصاً رشد و افزایش باغات مرکبات در آن مهیا می‌باشد.

## تاریخچه مطالعه پیشین منطقه
مطالعاتی توسط وحدتی دانشمند تحت نظارت دکتر افتخارنژاد در سال ۱۳۶۹، وزارت نیرو و همکاری دفتر برسیهای منابع آب در سال ۱۳۶۴ و گزارشات شرکت نفت انجام شده‌است.

## زمین‌شناسی عمومی منطقه
نقشه واحدهای ساختمانی – رسوبی ایران. م.ح. نبویی (۱۳۵۵) واحدهای ساختمانی و گسترش حوزه‌های رسوبی ایران، افتخارنژاد (۱۳۵۹) واحدهای تکوینی مهم ایران، اشتامپلی (۱۹۸۸) همه گویای آن است که ارتفاعات این منطقه نتیجه چین خوردگی‌های دوران سوم زمین‌شناسی است.

## واحدهای سنگی مهم و معادن موجود در دهستان
شمال: واحد سنگی N2Qb21v و آئوسنEtv شمال غرب: واحد سنگی N2QC غرب: N2Qbz1v جنوب غرب: آئوسنE1u جنوب da، پالئوژن pgc.t جنوب شرق: آئوسن Ecs، سیمان آهکی، k2pc , N2Qc، تریالس TRS;TRSH شرق: پالئوژن Pgc.t، کربونیفر cs، پرمین pj، سنگ آهکی